# エウジェニオ・タヴァレス
エウジェニオ・デ・パウラ・タヴァレス（1867年10月18日、ブラヴァ島  - 1930年6月1日）はカーボベルデの詩人である。彼はブラヴァ島のクリオロで書かれた詩（モルナ）を通して知られている。彼の名前はヴィラ・ノヴァ・シントラの街区の名前に銅像と共に記念されている。

### 伝記とその他情報
- Eugénio Tavares

### モルナ
- Canção ao Mar
- Morna aguada
- Morna de Despedida